# Anolis stratulus
Anolis stratulus (плямистий аноліс) — вид ігуаноподібних ящірок родини анолісових (Dactyloidae). Мешкає на Карибах.

## Поширення і екологія
Плямисті аноліси мешкали на Пуерто-Рико, на островах В'єкес і Кулебра та на Віргінських островах. Вони живуть в сухих і мезофільних тропічних лісах, в мангрових лісах, трапляються на плантаціях і в садах та поблизу людських поселень. Живляться комахами, павуками, нектаром і ягодами. Відкладають яйця.